# Sångan
Sångan är en sjö i Borlänge kommun i Dalarna och ingår i Dalälvens huvudavrinningsområde. Sjön har en area på 1,87 kvadratkilometer och ligger 226,9 meter över havet. Sjön avvattnas av vattendraget Tunaån (Flokån).

## Delavrinningsområde
Sångan ingår i det delavrinningsområde (669022-146971) som SMHI kallar för Utloppet av Sångan. Medelhöjden är 267 meter över havet och ytan är 9,69 kvadratkilometer. Räknas de 18 avrinningsområdena uppströms in blir den ackumulerade arean 114 kvadratkilometer. Tunaån (Flokån) som avvattnar avrinningsområdet har biflödesordning 2, vilket innebär att vattnet flödar genom totalt 2 vattendrag innan det når havet efter 246 kilometer. Avrinningsområdet består mestadels av skog (70 procent). Avrinningsområdet har 1,87 kvadratkilometer vattenytor vilket ger det en sjöprocent på 19,3 procent.